# Huaqiangbei
Huaqiangbei (en chino, 华强北; pinyin, Huáqiángběi; literalmente, ‘Huaqiang Norte’) es un área y subdistrito de Futian, Shenzhen, provincia de Guangdong, China.  El área es un importante centro de fabricación de productos electrónicos que con sus mercados de productos electrónicos en expansión le han dado apodos como "Silicon Valley de China" y "Silicon Valley del Hardware".

## Ubicación
El subdistrito se extiende durante 1 kilómetro (0,62 mi) al norte desde Shennan Road en SEG Plaza, cerca de la estación de Huaqiang Road del metro de Shenzhen, hasta el Pavilion Hotel. Es en la columna vertebral de un distrito comercial, con calles transversales como Zhenzhong Road (振 中路), Zhenhua Road (振华路) y Zhenxing Road (振兴 路). Huafa Road (华发 路) está inmediatamente paralela al este con Yannan Road (燕 南路) más lejos. El área central del distrito se encuentra a lo largo de Huaqiang Road (华强 路), una concurrida calle peatonal que da nombre al distrito.
El área se caracteriza por calles arboladas con senderos anchos (5 a 20 metros (16 a 66 pies)). Huaqiangbei es famosa por su variedad de tiendas de electrónica y ropa, aunque tiene una historia notoria de venta de productos falsificados y de contrabando.
Hay tres estaciones del Metro de Shenzhen en el área:
- Estación Huaqiang Road en Línea 1
- Estación Huaqiang Norte en Línea 2 y en Línea 7
- Estación Huaxin en Línea 3 y en Línea 7

## Galeria

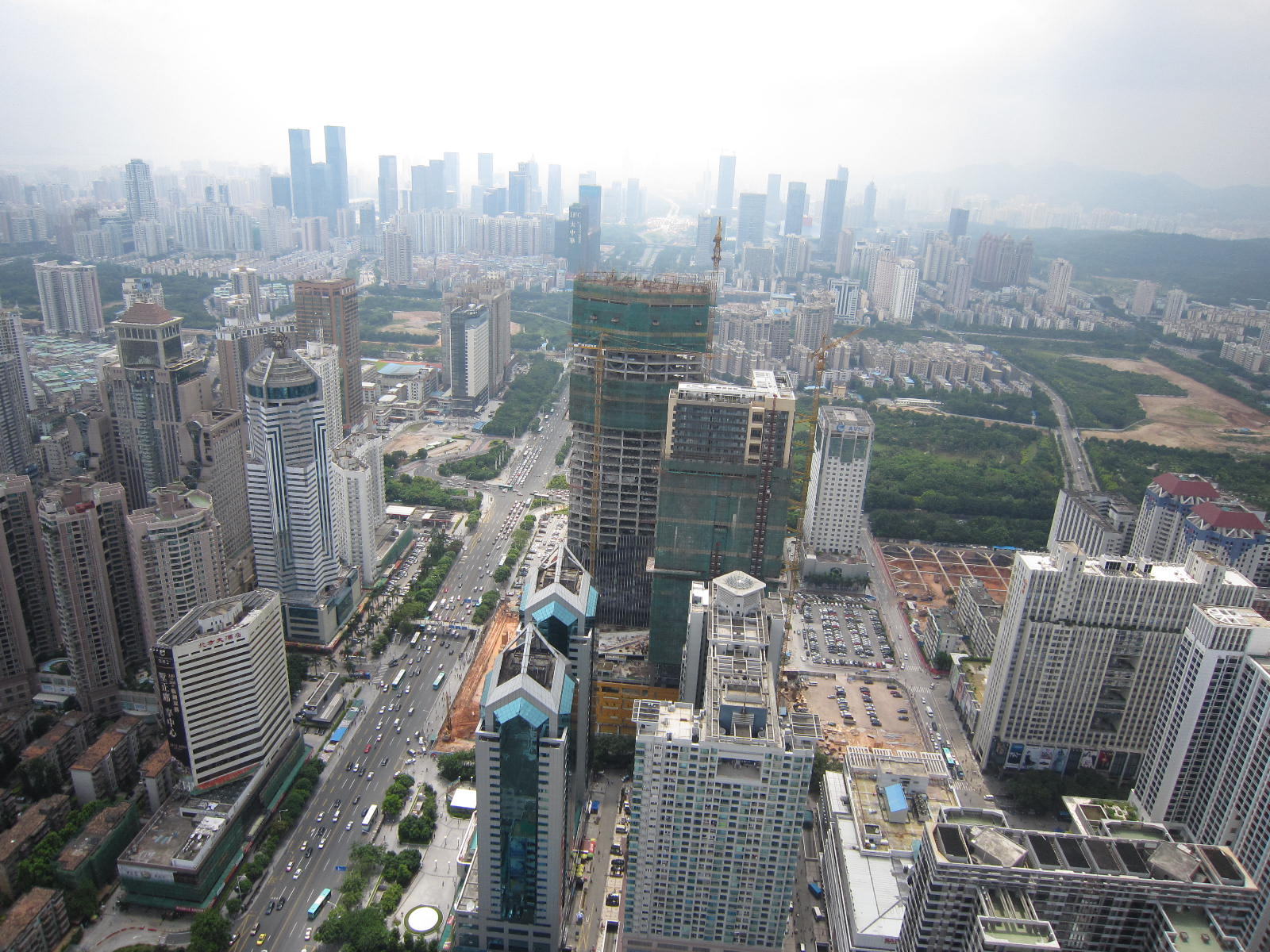
Huaqiangbei y Shenzhen visto desde SEG Plaza
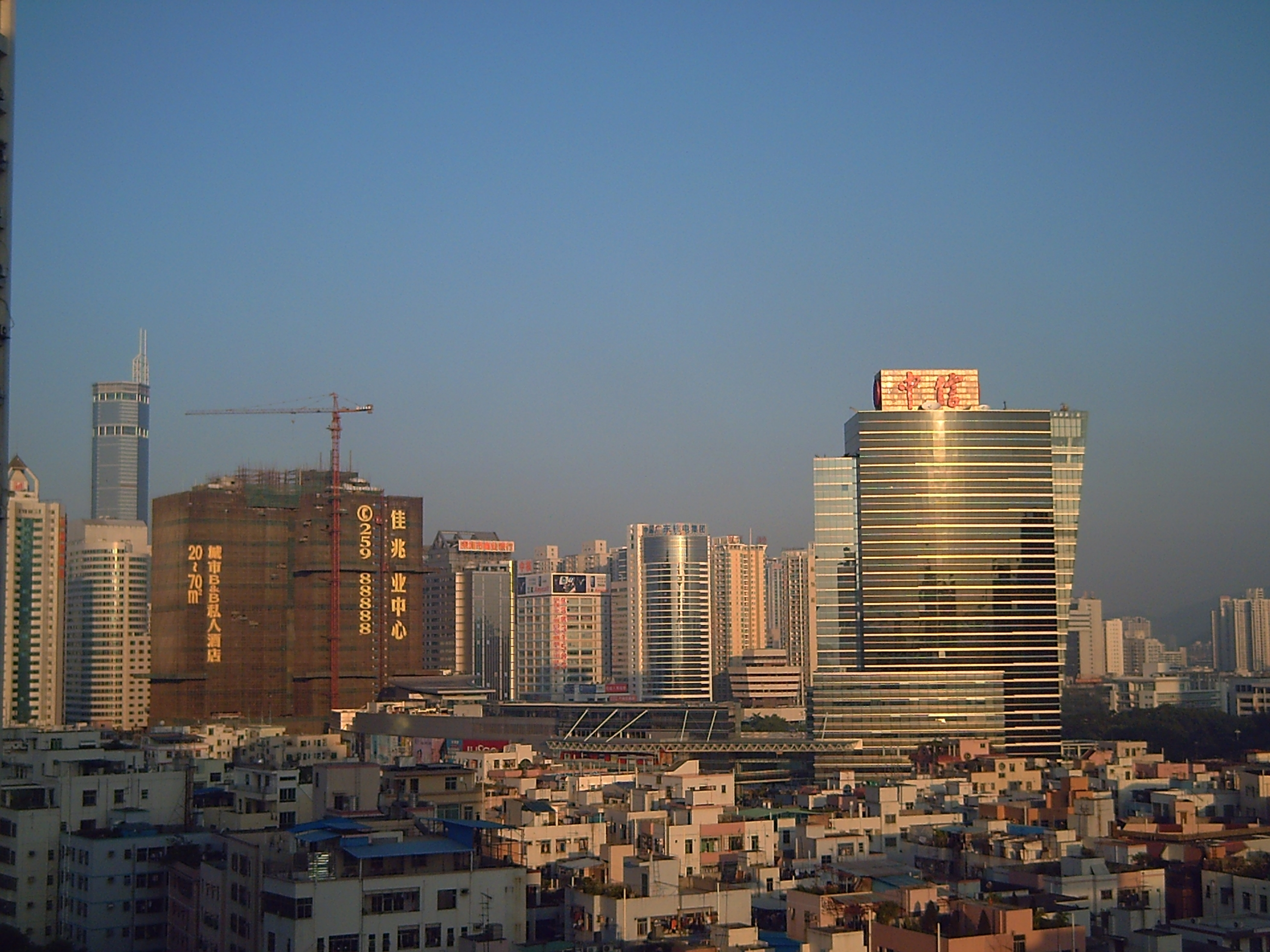
Huaqiangbei en el 2005